# زیبا و ملعون
زیبا و ملعون (به انگلیسی: The Beautiful and Damned) دومین رمان اف. اسکات فیتزجرالد نویسندهٔ شهیر آمریکایی است که برای اولین بار در تاریخ ۱۹۲۲ توسط مؤسسه انتشاراتی اسکریبنر به چاپ رسید.
«زیبا و ملعون» ۳ بخش اصلی دارد که به نام‌های «کتاب اول»، «کتاب دوم» و «کتاب سوم» نامگذاری شده‌اند. هر بخش هم خود به ۳ بخش دیگر تقسیم می‌شود. «آنتونی پَچ»، «تصویر زن افسونگر» و «خُبره احساسات» بخش‌های کتاب اول هستند. در کتاب دوم هم، مخاطب بخش‌های «ساعت درخشان»، «سمپوزیوم» و «عود شکسته» را از نظر می‌گذراند. «مسئله تمدن»، «مسئله زیبایی شناسی» و «مهم نیست!» هم بخش‌های کتاب سوم این رمان هستند.
زیبا و ملعون همانند دیگر آثار فیتز جرالددر واقع سوگنامه‌ای است برای پایان دوران رمانتیک و شروع دورانی که فقط واقعیت‌های سرکوبگر دارد. در واقع نویسنده در این کتاب از جوانان به نوعی توهم زدایی می‌کند.

## داستان
سال۱۹۱۳ وقتی «آنتونی پچ» بیست و پنج ساله بود، از زمانی که بازی سرنوشت یا روح‌القدس بیست و پنج سالگی، دست کم به لحاظ نظری، بر سرش خراب شده بود دو سال می‌گذشت. این بازی سرنوشت کار را تمام کرد، تلنگر آخر، نوعی نهیب فکری، اما در آغاز این داستان، تازه به خود آمده و از مرحله آگاهی جلوتر نرفته است. اولین بار او را در دوره‌ای می‌بیند که مدام از خود می‌پرسد عزت و عقل درست و حسابی دارد یا نه! نازکایی شرم‌آور و زشت که چون لایه نفت روی آب زلال برکه بر سطح جهان می‌درخشد، البته این شرایط با مواقعی که خودش را مردی جوان و استثنایی، با فرهنگ و فرهیخته، سازگار با محیط و یک سروگردن بالاتر از همه آشنایانش می‌بیند، کاملاً فرق دارند

## ترجمه‌ها در ایران
این کتاب برای اولین بار در سال ۱۳۹۳ توسط سهیل سمی به فارسی ترجمه و توسط انتشارات ققنوس در ۱۶۵۰ نسخه به چاپ رسید.

## فیلم سینمایی
در سال ۱۹۲۲ فیلم صامتی آمریکایی به همین نام و به کارگردانی ویلیام ای. سایتر و با بازی کنث هارلن و ماری پره‌وو توسط شرکت وارنر برادرز ساخته شد.
فیلم در گیشه فروش خوبی داشت و منتقدان نظر مطلوبی نسبت به آن داشتند. اما فیتز جرالد فیلم را دوست نداشت و بعدها در نامه‌ای به یکی از دوستانش نوشت که: این فیلم ضعیفترین فیلمی بود که در طول زندگیم دیده‌ام. مبتذل و بد ساخت و تقلبی. ما کاملاً از آن شرم داشتیم.